# Olympische Sommerspiele 1964/Teilnehmer (Israel)
| Gelbes Symbol für Goldmedaillen mit stilisierten Olympischen Ringen | Graues Symbol für Silbermedaillen mit stilisierten Olympischen Ringen | Braundes Symbol für Bronzemedaillen mit stilisierten Olympischen Ringen |
| ------------------------------------------------------------------- | --------------------------------------------------------------------- | ----------------------------------------------------------------------- |
| —                                                                   | —                                                                     | —                                                                       |

Israel nahm an den Olympischen Sommerspielen 1964 in Tokio mit einer Delegation von zehn Sportlern (acht Männer und zwei Frauen) in zwölf Wettkämpfen in drei Sportarten teil. Ein Medaillengewinn gelang keinem der Athleten.

## Teilnehmer nach Sportarten

### Leichtathletik
Männer
- Levi Psavkin
100 m: Vorläufe

- Amos Gilad
800 m: Vorläufe

- Gideon Ariel
Diskuswurf: in der Qualifikation ausgeschieden

Frauen
- Miriam Sidranski
100 m: Vorläufe
200 m: Vorläufe

- Michal Lamdani
Hochsprung: in der Qualifikation ausgeschieden

### Schießen
- Hannan Crystal
Kleinkalibergewehr Dreistellungskampf 50 m: 36. Platz
Kleinkalibergewehr liegend 50 m: 63. Platz

- Nehemia Sirkis
Kleinkalibergewehr liegend 50 m: 47. Platz

- Maksim Kahan
Trap: 46. Platz

### Schwimmen
- Gershon Shefa
200 m Brust: Vorläufe
400 m Lagen: Vorläufe

- Avraham Melamed
200 m Schmetterling: Vorläufe